# Association sportive Génération Foot
L'Association sportive Génération Foot, più semplicemente nota come AS Génération Foot o soltanto Génération Foot, è una squadra di calcio senegalese con sede a Dakar. Milita nella prima divisione del campionato senegalese di calcio.
Fondata nel 2000 dall'ex calciatore Mady Touré, l'AS Génération Foot è cresciuta grazie alla firma di una partnership con il club francese del Metz. Nel corso della sua storia, l'AS Génération Foot ha vinto tre campionati, due Coupe du Sénégal, e due Supercoppe nazionali.
La squadra gioca le sue partite allo Stade Deni Biram Ndao, con una capienza di 1000 spettatori. I colori sociali sono il bianco ed il granata, ripresi da quelli del Metz.

## Storia
L'Association sportive Génération Foot nacque nel 2000 su iniziativa di Mady Touré, ex calciatore, L'obiettivo di Touré era quello di creare un'accademia che fosse al contempo un luogo di formazione calcistica ma anche un'occasione di reinserimento dei giovani nel tessuto sociale, favorendo tra le altre cose la scolarizzazione delle persone coinvolte. Inizialmente Touré portò avanti questo progetto da solo, riuscendo a stento a trovare le risorse necessarie. L'accademia venne chiamata "Amara Touré" in onore del padre di Mady Touré. La situazione migliorò con la creazione di una partnership con l'FC Metz. Il primo contatto tra i due club si ebbe nel 2001, quando il Metz acquistò per la prima volta un giovane della squadra senegalese, Sega N'Diaye. Fu in quell'occasione che Touré propose a Francis De Taddeo, responsabile del centro di formazione del Metz, di istituire una collaborazione tra le due realtà. L'accordo venne siglato nel 2003, e prevedeva la fornitura di infrastrutture e materiale sportivo da parte del Metz in cambio di una prelazione su eventuali promesse calcistiche formatesi nella Génération Foot. In questi anni, l'AS Génération Foot non andò oltre la terza divisione senegalese. Negli anni successivi l'As Génération Foot crebbe ulteriormente con l'aiuto del Metz. Nel 2007 iniziarono infatti i lavori di costruzione del nuovo stadio, mentre nel 2010, a seguito della firma di una seconda convenzione col Metz, cominciarono i lavori per creare un vero e proprio centro sportivo, entrambi a Deni Biram Ndao, nei pressi di Dakar. Entrambi i progetti vennero completati nel 2013, e il 16 novembre dello stesso anno furono ufficialmente inaugurati il centro sportivo Amara Touré e lo stadio Deni Biram Ndao. Nello stesso anno, divenne allenatore della squadra Olivier Perrin, già membro del centro di formazione del Metz.
Grazie anche a questi investimenti, nel giro di pochi anni la Génération Foot riuscì a realizzare una scalata che la portò in pochi anni in Ligue 1. Nel 2015 la squadra riuscì infatti a vincere il campionato di Terza Divisione, e nella stessa stagione vinse il suo primo trofeo professionistico, la Coppa del Senegal, battendo in finale il Casa Sport. Grazie a questo successo, la squadra l'anno successivo poté partecipare al suo primo trofeo africano, la Coppa della Confederazione CAF, venendo eliminata al primo turno. Al termine della stagione 2015-2016 la Génération Foot vinse il campionato di Seconda Divisione (Ligue 2), venendo promossa per la prima volta nella sua storia in Ligue 1.
Il primo campionato nella massima divisione si rivelò trionfale per la Génération Foot: la squadra riuscì infatti a laurearsi campione per la prima volta nella sua storia, realizzando ben quattro record per il campionato senegalese: maggior numero di punti (57), maggior numero di reti in un singolo campionato (52 gol), maggior numero di vittorie (17) e maggior vantaggio sulla seconda (13 punti). Inoltre, il bomber Ibrahima Niane stabilì il record per il maggior numero di gol in una sola stagione, 19. Il 5 novembre 2017, battendo il Mbour Petite Côte per 2-0 la Génération Foot vinse la prima Supercoppa della sua storia.

## Colori e simboli

### Colori
I colori sociali della Génération Foot sono il bianco e il granata, gli stessi del Metz, e sono stati scelti per omaggiare il club francese per l'aiuto offerto allo sviluppo del club.

## Strutture

### Stadio
Lo stadio della Génération Foot è dal 2013 lo Stade Deni Biram Ndao, il quale prende il nome dal villaggio in cui si trova, vicino alla capitale Dakar. I lavori di costruzione dello stadio iniziarono nel 2007, quando il presidente Touré, con l'aiuto dei dirigenti del Metz, acquistò un terreno di 18 ettari a Deni Biram Ndao per costruirvi il nuovo stadio della Génération Foot. L'investimento, di 3 milioni di euro, fu finalizzato alla costruzione non solo dello stadio, ma anche del centro sportivo ivi annesso. Dopo 6 anni di lavori, nel novembre 2013 lo stadio, da 1000 posti, aprì finalmente i battenti.

### Centro di allenamento
La Génération Foot si allena al centro sportivo Amara Touré, dedicato alla memoria del padre di Mady Touré. Il centro ha sede a Deni Biram Ndao e fu costruito in contemporanea allo stadio della squadra, sito all'interno dello stesso centro sportivo. I lavori, finanziati dal Metz, iniziarono nel 2007 e si conclusero nel 2013. Il centro sportivo della Géneration Foot comprende la sede sociale del club, un alloggio da 120 posti per i giovani dell'accademia, altri alloggi da 75 posti, un ristorante, una piscina, tre campi da gioco, una palestra, un centro medico oltre allo stadio ufficiale della squadra.

## Società

### Organigramma societario
- Presidente: Mady Touré
- Responsabile tecnico della formazione: Olivier Perrin
- Delegato alla formazione: Emmanuel Beauchet

### Impegno nel sociale
La Génération Foot, sin dalla sua nascita, ha mostrato una grande attenzione verso il sociale. L'obiettivo primario della Génération Foot è sempre stato quello di accompagnare la formazione sportiva con quella culturale: in tal senso, tutti i giovani che entrano a far parte dell'accademia della Génération Foot al contempo studiano nel college cittadino. La formazione scolastica è inoltre gratuita. Inoltre, grazie alla cooperazione con l'FC Metz che ha portato alla costruzione di un ampio centro sportivo, la Génération Foot si è inserita sempre più nel tessuto sociale cittadino, assumendo come personale della struttura cittadini di Deni Biram Ndao, considerando questa come un'opportunità per combattere la disoccupazione.

### Settore giovanile
Il settore giovanile della Génération Foot è aperto a tutti i giovani provenienti non solo dal Senegal, ma anche dai Paesi circostanti, aventi un'età compresa tra i 13 e i 18 anni. I giocatori entrano nell'accademia dopo varie selezioni, e al termine di ogni stagione i migliori tra di essi sono mandati al Metz. Grazie all'accademia della Génération Foot, almeno 30 giocatori hanno potuto debuttare nel calcio europeo.

## Allenatori e presidenti
Di seguito la lista degli allenatori e dei presidenti della Génération Foot.
| Allenatori - 2013-2018 Olivier Perrin - 2018- Demba Mbaye | Presidenti - 2000- Mady Touré |

## Calciatori
Nel corso della sua storia, la Génération Foot ha lanciato molti giocatori che poi hanno debuttato nel calcio europeo. In particolare tutti questi giocatori, dopo aver debuttato nella Génération Foot, si sono trasferiti al Metz in virtù dell'accordo siglato tra le due squadre. Tra questi giocatori, il primo ad essere lanciato dalla Génération Foot e poi trasferitosi al Metz è stato Papiss Cissé, il quale giunse in Francia nel 2004. Altri due giocatori di rilievo lanciati dalla squadra senegalese sono stati Diafra Sakho e Fallou Diagne, entrambi trasferitisi al Metz nel 2007. Dal 2005 al 2010 ha giocato nella squadra Sadio Mané, considerato uno dei migliori talenti africani degli anni 2010. Dal 2009 al 2016 ha giocato invece alla Génération Foot Ismaïla Sarr, anch'egli poi ceduto al Metz. Tutti questi calciatori hanno poi debuttato anche nella nazionale senegalese.

## Palmares

### Competizioni nazionali
- Campionati senegalesi: 3

2016-2017, 2018-2019, 2022-2023
- Coupe du Sénégal: 2

2014-2015, 2017-2018
- Supercoppa del Senegal: 2

2017, 2018

## Statistiche e record

### Partecipazione ai campionati
| Livello | Categoria | Partecipazioni | Debutto   | Ultima stagione | Totale |
| ------- | --------- | -------------- | --------- | --------------- | ------ |
| 1º      | Ligue 1   | 5              | 2016-2017 | 2020-2021       | 5      |
| 2º      | Ligue 2   | 1              | 2015-2016 | 2015-2016       | 1      |

### Statistiche di squadra
Nel corso della stagione 2016-2017 l'AS Génération Foot realizzò ben quattro record per il campionato senegalese: in quell'anno la squadra infatti vinse il titolo realizzando il record di punti (57), il record di gol (52), il record di vittorie (17) ed il record di punti di vantaggio sulla seconda arrivata (13).

### Statistiche individuali
Al 2017, il giocatore più rappresentativo della Génération Foot in termini di realizzazioni è Ibrahima Niane, che nella stagione 2016-2017 guidò la sua squadra alla vittoria del titolo segnando 19 gol in sole 18 partite.

## Organico

### Rosa 2017-2018
Rosa aggiornata al 25 aprile 2018.
| N. |                    | Ruolo | Calciatore            |
| -- | ------------------ | ----- | --------------------- |
| 1  | Senegal (bandiera) | P     | Mohamed Niare         |
| 2  | Senegal (bandiera) | C     | Bakary Mane           |
| 3  | Senegal (bandiera) | D     | Bubacarr Sonko        |
| 4  | Senegal (bandiera) | C     | Bun Sanneh            |
| 5  | Senegal (bandiera) | C     | Abdourahmane Ndiaye   |
| 6  | Senegal (bandiera) | D     | Amadou Samba Gueye    |
| 7  | Senegal (bandiera) | A     | Mamadou Lamine Gueye  |
| 8  | Senegal (bandiera) | C     | Sidy Bara Diop        |
| 9  | Senegal (bandiera) | A     | Makhtar Ndiaye        |
| 10 | Senegal (bandiera) | A     | Cheikh Tidiane Sabaly |
| 11 | Senegal (bandiera) | A     | Malick Cisse          |
| 12 | Gambia (bandiera)  | A     | Yankuba Jarju         |
| 13 | Senegal (bandiera) | C     | Oumar Ngala Samb      |
| 14 | Senegal (bandiera) | D     | Issa Diouf            |
| 15 | Senegal (bandiera) | D     | Ismaila Simpara       |

| N. |                    | Ruolo | Calciatore                     |
| -- | ------------------ | ----- | ------------------------------ |
| 16 | Senegal (bandiera) | P     | Pape Mamadou Sy                |
| 17 | Senegal (bandiera) | C     | Jean Louis Barthelemy Diouf    |
| 18 | Senegal (bandiera) | A     | Amadou Dia Ndiaye              |
| 19 | Senegal (bandiera) | D     | Khadim Diaw                    |
| 20 | Senegal (bandiera) | D     | Amdy Lamine Konte              |
| 21 | Senegal (bandiera) | P     | Cherif Gueye                   |
| 22 | Senegal (bandiera) | P     | Khalifa Ababacar Sarry         |
| 23 | Senegal (bandiera) | A     | Pape Ndiaga Yade               |
| 24 | Senegal (bandiera) | C     | Dimitri Christian Kassekar     |
| 25 | Senegal (bandiera) | A     | Dieudonne Magloire Evina Manga |
| 26 | Senegal (bandiera) | D     | Djibril Thialaw Diop           |
| 28 | Senegal (bandiera) | D     | Mor Talla Mbaye                |
| 29 | Senegal (bandiera) | A     | Issa Soumare                   |
| 30 | Senegal (bandiera) | D     | Ababacar Moustapha Lo          |

### Staff tecnico
Staff tecnico aggiornato al 19 novembre 2018.
- Demba Mbaye - Allenatore